# Neustrashimy-klass
Neustrashimy-klass är en klass av fregatter som den ryska flottan använder. Tre fartyg i klassen har byggts Neustrashimyy, Yaroslav Mudry och Tuman. Fartyget tar 210 besättningsmän, väger 3950 ton, har en längd på 129,8 meter och bredden är 15,6 meter.